# Nationalversammlung (Republik China)

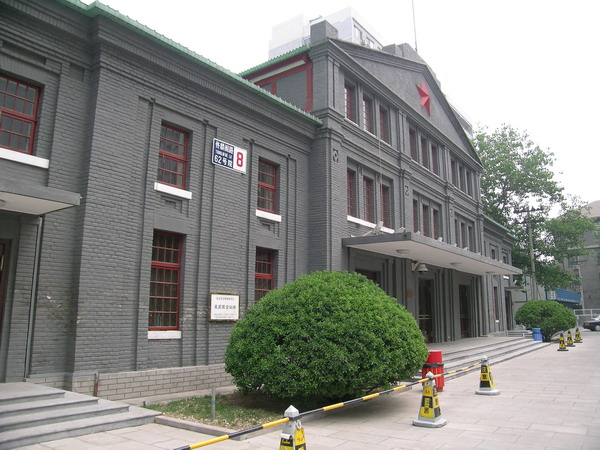
Gebäude der Nationalversammlung in Peking (Foto von 2005)

Die Nationalversammlung (chinesisch 國民大會, Pinyin Guómín Dàhuì) war von 1913 bis 2005, neben dem Legislativ-Yuan (Unterhaus) und dem Kontroll-Yuan (Oberhaus), eine Kammer des trikameralen Parlaments der Republik China. Seine Aufgaben lagen ausschließlich in der Wahl von Präsident und Vizepräsident sowie der Verabschiedung von Verfassungsänderungen. Seit 2005 werden diese beiden Aufgaben direkt vom Volk wahrgenommen.

## Geschichte 1913–1949

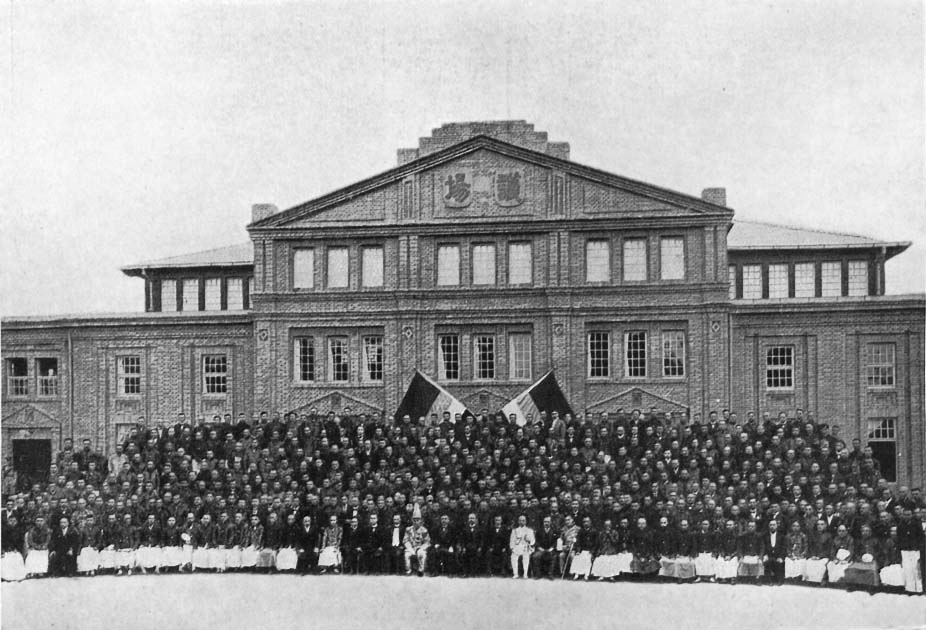
Nationalversammlung 1916

Die Nationalversammlung der Republik China entsprang den Vorstellungen des Staatstheoretikers Sun Yat-sen von einer Verfassung, die er „Drei Prinzipien des Volkes“ nannte. Die Republik China sollte hierbei staatliche Unabhängigkeit, Volkswohlfahrt und nach einer Phase der Anleitung der Bevölkerung zu gesetzmäßigem Handeln Demokratie genießen. Die demokratische Entscheidungsgewalt in grundsätzlichen Angelegenheiten sollte der Nationalversammlung (Guomin Dahui 國民大會) obliegen, während einfache Gesetze unter dem Verfassungsrang durch eine zweite Gesetzeskammer, den Legislativ-Yuan behandelt werden sollten.
1913 wurde die erste Nationalversammlung gewählt, in der die Guomindang (Kuomintang)
die Mehrheit gegenüber der Republikanischen Partei, der Vereinigungspartei, der Demokratischen Partei, einer Mehrparteienliste und einer größeren Zahl von Parteilosen errang. Nachdem sich der frühere Monarchist Yuan Shikai von der Nationalversammlung zum Präsidenten wählen ließ, zerschlug er dieses Verfassungsorgan durch einen Staatsstreich.
Die im Norden Chinas herrschenden Militärmachthaber beriefen unter Ausschluss der Guomindang die Nationalversammlung wieder ein, die ab 1923 wegen einer groß angelegten Bestechungsaffäre seitens der ins Ausland oder in den Untergrund vertriebenen Opposition mit dem Schimpfwort „Ferkelparlament“ belegt wurde.
1936 wurde die Nationalversammlung reorganisiert, konnte aber zu einem Fünftel nicht frei gewählt werden, weil Japan große Gebiete Chinas okkupiert hatte. Nach dem Krieg mit Japan wurde das Wahlsystem neu überarbeitet. Die Kommunistische Partei Chinas, ausgestattet mit japanischen Waffen, welche die Sowjetunion zuvor erbeutet hatte, beteiligte sich nicht an den Wahlen. Ihr nahestehende kleinere Parteien mit Ausnahme der Sozialdemokratischen Partei und der Jungchina-Partei schlossen sich der KP an.
Als die Wahlen im November 1947 auf dem chinesischen Festland wie auch in Taiwan abgehalten wurden, gingen 250 Millionen von 350 Millionen Wahlberechtigten zu den Urnen. China hatte zu dieser Zeit etwa 460 Millionen Staatsangehörige. In den kommunistisch kontrollierten Gebieten durften keine Wahlen abgehalten werden. Die neue Nationalversammlung bestand zu 48 % aus unabhängigen Abgeordneten, zu 37,4 % aus Guomindang-Abgeordneten, zu 7,8 % aus Abgeordneten der Jungchina-Partei und zu 6,8 % der Sozialdemokratischen Partei. Das Verfassungsorgan konstituierte sich im März 1948.
Wegen des stetigen Vorrückens der kommunistischen Truppen erließ die Nationalversammlung mit Zweidrittelmehrheit am 18. April 1948 ein Gesetz zur „Niederschlagung der kommunistischen Rebellion“, das dem Präsidenten große Vollmachten zubilligte und gesamtchinesische Wahlen auf die Zeit danach verschob.
In der Nationalversammlung wurde für die anstehende Wahl zum Staatspräsidenten der Intellektuelle und Schriftsteller Dr. Hu Shi favorisiert, der allerdings für den im Widerstand gegen Japan populären Chiang Kai-shek plädierte. Nachdem sich über 2000 Abgeordnete diesem Vorschlag angeschlossen hatten, kandidierte Chiang. Mit einer Mehrheit von 2430 der 2734 abgegebenen Stimmen wählte die Versammlung Chiang zum Präsidenten. Sein Herausforderer, der Jurist Ju Zheng erhielt nur 269 Stimmen. Der Rest der Stimmen war ungültig.
Nachdem die Kommunistische Partei Chinas in den eroberten Gebieten die Macht übernommen und am 1. Oktober 1949 die Volksrepublik China ausgerufen hatte, flohen die meisten Abgeordneten auf die weiterhin unter der Herrschaft der nationalchinesischen Regierung gebliebene Insel Taiwan, wo die Nationalversammlung mit kleinerer Besetzung ab 1950 tagte.

## „Langes Parlament“ 1949–1992
Die Nationalversammlung wurde somit 1947 letztmals gesamtchinesisch gewählt. Aufgrund des Kriegsrechts von 1947 bis 1987 blieb sie ununterbrochen im Amt, ohne dass es allgemeine Neuwahlen gab (daher auch die Bezeichnung der Opposition „Langes Parlament“). Lediglich für Abgeordnete aus Taiwan wurden Wahlen möglich (Ergänzungswahlen). Sie stand damit auch symbolhaft für den gesamtchinesischen Vertretungsanspruch der Republik China auf Taiwan.
Von den ca. 2700 Abgeordneten, die 1947 zuletzt gewählt wurden, lebten um 1990 noch etwa 800 Personen. Ihr Altersdurchschnitt lag zuletzt bei über 80 Jahren. Die Demokratische Fortschrittspartei (DPP) und selbst einzelne Politiker der Kuomintang forderten die Auflösung der Nationalversammlung.

## Neustrukturierung und Auflösung 1991–2005
Ab den 1990er Jahren gab die Nationalversammlung nach und nach ihre Kompetenzen ab. 1991 hob die Nationalversammlung das seit 1948 geltende Gesetz zur Niederschlagung der kommunistischen Rebellion auf. Sämtliche 1946 gewählten Abgeordneten traten zurück und machten den Weg für allgemeine Wahlen frei. Die Neuwahl der Nationalversammlung 1991 war die erste Wahl eines gesamtstaatlichen Legislativorgans seit 1949, das vollständig von der Bevölkerung Taiwans gewählt wurde. Im Jahr 1994 gab die Nationalversammlung ihr Recht der Präsidentenwahl zugunsten einer Direktwahl durch das Volk auf. 1996 wurde eine dritte Nationalversammlung gewählt, die weitere Verfassungsänderungen umsetzte. Seit einer Verfassungsänderung im Jahr 2000 musste die Nationalversammlung nur noch im Bedarfsfall neu gewählt werden, war also keine ständige Institution mehr. Im Jahr 2005 wurde sie ein letztes Mal neu gewählt und setzte eine Verfassungsänderung um, mit der ihre letzten noch verbliebenen Kompetenzen auf den Legislativ-Yuan bzw. das Volk direkt übertragen wurden. Dies bedeutete die Auflösung der Nationalversammlung als Verfassungsorgan. Nur noch im Falle einer „Wiedervereinigung Chinas“ würde die Nationalversammlung wieder zusammentreten.

## Sitzungen der Nationalversammlung
Die folgende Tabelle zeigt die Zusammenkünfte der Nationalversammlung zwischen 1948 und 2000 (die Einteilung in „echte Treffen“ und „Vorbereitungstreffen“ variiert).
| Legislatur | Zusammenkunft                  | Datum         | Ort     | Tätigkeiten und Beschlüsse |
| ---------- | ------------------------------ | ------------- | ------- | --- |
| Erste      | Erste                          | März 1948     | Nanjing | 1. Wahl des ersten Präsidenten und Vizepräsidenten 2. Inkraftsetzung der „Vorübergehenden Verfügungen während der nationalen Mobilisierung zur Niederschlagung der kommunistischen Rebellion“                                                                                        |
| Erste      | Zweite                         | Februar 1954  | Taipeh  | 1. Abwahl des Vizepräsidenten Li Zongren 2. Zweite Wahl des Präsidenten und Vizepräsidenten |
| Erste      | Dritte                         | Februar 1960  | Taipeh  | 1. Dritte Wahl des Präsidenten und Vizepräsidenten 2. Ergänzung der provisorischen Verfassungsartikel zur Mobilisierung während Kriegszeiten |
| Erste      | Erstes Vorbereitungs- treffen  | Februar 1966  | Taipeh  | 1. Festlegung der Modi bei Referenden und Gesetzesinitiativen 2. Ergänzung der provisorischen Verfassungsartikel zur Mobilisierung während Kriegszeiten |
| Erste      | Vierte                         | Februar 1966  | Taipeh  | 1. Vierte Wahl des Präsidenten und Vizepräsidenten 2. Ergänzung der provisorischen Verfassungsartikel zur Mobilisierung während Kriegszeiten |
| Erste      | Fünfte                         | Februar 1972  | Taipeh  | 1. Fünfte Wahl des Präsidenten und Vizepräsidenten 2. Ergänzung der provisorischen Verfassungsartikel zur Mobilisierung während Kriegszeiten |
| Erste      | Sechste                        | Februar 1978  | Taipeh  | Sechste Wahl des Präsidenten und Vizepräsidenten |
| Erste      | Siebte                         | Februar 1984  | Taipeh  | Siebte Wahl des Präsidenten und Vizepräsidenten |
| Erste      | Achte                          | Februar 1990  | Taipeh  | Achte Wahl des Präsidenten und Vizepräsidenten |
| Erste      | Zweites Vorbereitungs- treffen | April 1991    | Taipeh  | 1. Verabschiedung der Zusatzartikel 1 bis 10 der Verfassung 2. Außerkraftsetzung der „Vorübergehenden Verfügungen während der nationalen Mobilisierung zur Niederschlagung der kommunistischen Rebellion“                                                                            |
| Zweite     | Erstes                         | März 1992     | Taipeh  | Verabschiedung des 11. bis 18. Verfassungszusatzes |
| Zweite     | Zweites                        | Dezember 1992 | Taipeh  | 1. Anhörung und Diskussion des Berichts des Präsidenten zur Lage der Nation 2. Bestätigung der vom Präsidenten nominierten Präsidenten und Vizepräsidenten des Kontroll-Yuans |
| Zweite     | Drittes                        | April 1993    | Taipeh  | Bestätigung der vom Präsidenten nominierten Präsidenten und Vizepräsidenten des Prüfungs-Yuans und des Vizepräsidenten des Justiz-Yuans |
| Zweite     | Viertes                        | April 1994    | Taipeh  | 1. Anhörung und Diskussion des Berichts des Präsidenten zur Lage der Nation 2. Verfassungszusätze: Umformulierung der ursprünglichen Artikel 1 bis 18 in die Artikel 1 bis 10 3. Bestätigung des vom Präsidenten nominierten Präsidenten des Justiz-Yuans und obersten Richters      |
| Zweite     | Fünftes                        | Juli 1995     | Taipeh  | 1. Anhörung und Diskussion des Berichts des Präsidenten zur Lage der Nation 2. Verabschiedung des Gesetzes zur Organisation der Nationalversammlung und von fünf Regularien zur Geschäftsordnung                                                                                     |
| Dritte     | Erstes                         | Juli 1996     | Taipeh  | 1. Wahl des Sprechers der Nationalversammlung und dessen Vertreters 2. Anhörung und Diskussion des Berichts des Präsidenten zur Lage der Nation 3. Betätigung der vom Präsidenten nominierten Präsidenten und Vizepräsidenten des Prüfungs-Yuans 4. Anpassungen der Geschäftsordnung |
| Dritte     | Zweites                        | Mai 1997      | Taipeh  | 1. Anhörung und Diskussion des Berichts des Präsidenten zur Lage der Nation 2. Verabschiedung von Verfassungszusätzen |
| Dritte     | Drittes                        | Juli 1998     | Taipeh  | 1. Anhörung und Diskussion des Berichts des Präsidenten zur Lage der Nation 2. Wahl des Sprechers der Nationalversammlung und dessen Vertreters 3. Bestätigung der vom Präsidenten nominierten Präsidenten des Justiz-Yuans 4. Verabschiedung von Regularien zur Geschäftsordnung    |
| Dritte     | Viertes                        | Juni 1999     | Taipeh  | 1. Anhörung und Diskussion des Berichts des Präsidenten zur Lage der Nation 2. Anpassungen zum 1., 4., 9. und 10. Artikel der Verfassungszusätze (diese waren zuvor vom Justiz-Yuan für ungültig erklärt worden) 3. Verabschiedung von Regularien zur Geschäftsordnung               |
| Dritte     | Fünftes                        | April 2000    | Taipeh  | 1. Anpassung der Artikel 1, 2 und 4 bis 10 der Verfassungszusätze 2. Anpassung des Artikels 38 aus der Debattierordnung der Nationalversammlung |
| Vierte     | Erstes                         | Juni 2005     | Taipeh  | Übertragung aller bisherigen Kompetenzen der Nationalversammlung auf den Legislativ-Yuan |